# De Nieuwe Gids
De Nieuwe Gids (deutsch „Der Neue Führer“ bzw. „Der Neue Gids“) war eine niederländische Literaturzeitschrift, die von W. Versluys in Amsterdam herausgegeben wurde. Sie erschien zum ersten Mal am 1. Oktober 1885 und war das Sprachrohr der literarischen Bewegung der Tachtigers („Achtziger“).

## Geschichte

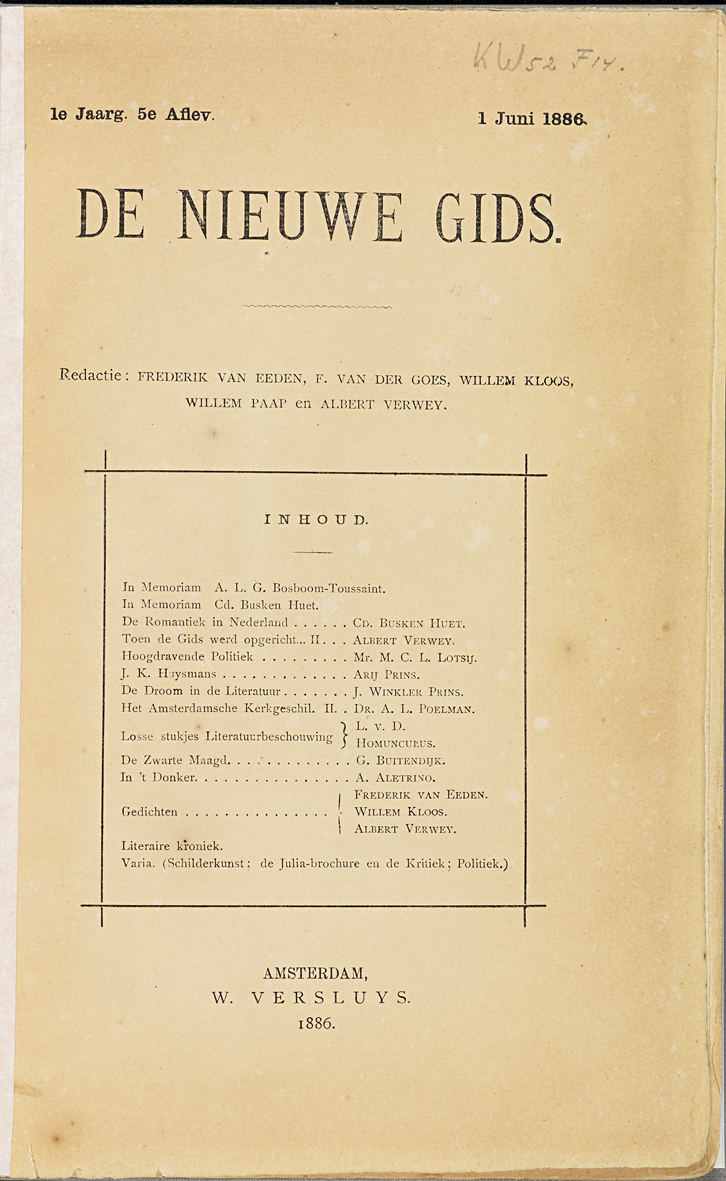
De Nieuwe Gids vom 1. Juni 1886

Die Gründer, ersten Redakteure und Eigentümer des Nieuwe Gids waren:
- Frederik van Eeden (1860–1932)
- Frank van der Goes (1859–1939)
- Willem Kloos (1859–1938)
- Willem Paap (1856–1923)
- Albert Verwey (1865–1937)

Die jungen Schriftsteller und Dichter, die um 1880 in Amsterdam die literarische Vereinigung Flanor gründeten, waren mit dem damaligen literarischen Klima unzufrieden. Sie waren angewidert von den vielgelesenen Versen der bürgerlichen sogenannten Domineedichter wie Nicolaas Beets, Bernard ter Haar, Jan Jakob Lodewijk ten Kate und Eliza Laurillard, worin Gottesdienst, Moral und Häuslichkeit als Ideale besungen wurden. Sie hingen dem Gedanken an, dass Form und Inhalt eins sein sollten und wollten mit der Gründung einer neuen Zeitschrift ein Zeichen dafür setzen, dass die alte Ästhetik ausgedient hatte. So nannten sie ihre Publikation De Nieuwe Gids („Der Neue Führer“) im Gegensatz zur alten, 1837 gegründeten Kultur- und Literaturzeitschrift De Gids („Der Führer“). De Nieuwe Gids war jedoch nicht nur eine Zeitschrift von Dichtern und Schriftstellern; neben der literarischen Erneuerung durch die Tachtigers prägten ebenso Betrachtungen wissenschaftlicher, gesellschaftlicher und politischer Themen das Gesicht der Zeitschrift.
Die erste Nummer des „neuen“ Gids enthielt unter anderem einige Kapitel aus Der kleine Johannes von Frederik van Eeden. Spätere Nummern enthielten viele wichtige Publikationen: Der kleine Johannes wurde komplett aufgenommen, außerdem die Sonettsammlung Het Boek van Kind en God („Das Buch von Kind und Gott“) von Willem Kloos und, im Februar 1889, das erste Buch von Herman Gorters Mei („Mai“). Henriette Roland Holst (damals noch als Henriette van der Schalk) debütierte 1893 mit sechs Sonetten. Auch der Naturalismus stand im Zentrum.
Schon bald kam es in der Redaktion zu Uneinigkeiten über Fragen künstlerischer, politischer und ethischer Art. Der unpolitische Willem Kloos wollte am Credo L’art pour l’art der Tachtigers festhalten; den anderen war diese Auffassung, die sich jeder tieferen Bedeutung der Kunst enthielt, zu nichtssagend. Willem Paap verließ bereits nach einem Jahr die Redaktion. Lodewijk van Deyssel und Frans Netscher, die zwar keine Redaktionsmitglieder waren, aber von Anfang an prominente Beiträge lieferten, entfremdeten sich bald voneinander. 1890 gab auch Verwey auf. Zwar trat Pieter Lodewijk Tak noch in die Redaktion ein, aber 1893 kündigten van Eeden, van der Goes und Tak jede Mitwirkung an dem Blatt auf. Dieser Moment wird als das eigentliche Ende des Nieuwe Gids angesehen, auch wenn die Zeitschrift danach noch fünfzig Jahre bestand. 1894 war der Dichter Pieter Tideman noch einige Zeit als Redaktionssekretär tätig.

## Der „zweite“Nieuwe Gids
Nach dem Abgang der anderen Redakteure führte Willem Kloos bis zu seinem Tod 1938 den Nieuwe Gids fort. Danach bestand das Blatt noch bis 1943. Mit der ursprünglichen Zeitschrift hatte es nur noch wenig zu tun. Im Laufe der Jahre überließ Kloos die Leitung immer mehr seiner Frau, Jeanne Reyneke van Stuwe, die von 1900 bis 1908 in der Redaktion saß und danach feste Mitarbeiterin blieb. Auch wenn sie dann dreißig Jahre offiziell nicht mehr zur Redaktion gehörte, übte sie hinter den Kulissen doch großen Einfluss aus. Das zeigte sich unzweideutig im Jahr 1929, als sie im Nieuwe Gids zahllose eigene Besprechungen von Romanen (vor allem weiblicher Autoren) und Kinderbüchern veröffentlichte.
Zehn Tage nach Kloos' Tod im Jahr 1938 kaufte der reiche, deutschfreundlich und antisemitisch eingestellte Publizist Alfred Haighton De Nieuwe Gids für 5650 Gulden und übernahm zusammen mit Kloos' Witwe auch die Redaktion. Dadurch kam die schon notleidende Zeitschrift in nationalsozialistisches Fahrwasser. Eine große Zahl von mitwirkenden Autoren ließ daraufhin wissen, dass sie keine Beiträge mehr liefern würden, „da sie von diesen Änderungen einen starken faschistischen Einfluss in der Leitung des Nieuwe Gids“ erwarteten. Dies betraf unter anderen Augusta Peaux, Joannes Reddingius, P.H. Ritter jr., Jan Benno Stokvis, Nico van Suchtelen, J.D. Bierens de Haan, Maurits Dekker, Samuel Goudsmit und Willem de Mérode.
Mit dem Tod Alfred Haightons 1943 wurde die Zeitschrift endgültig eingestellt. Zuletzt hatte sie noch 98 Abonnenten.